# Willa „Witkiewiczówka”
Willa „Witkiewiczówka” – willa w Zakopanem, wzniesiona w latach 1903–1904 w stylu zakopiańskim według projektu Jana Witkiewicza; wpisana do rejestru zabytków w 1947.

## Historia
Willa była budowana w latach 1903–1904 według projektu Jana Witkiewicza „Koszczyca” przez ojca Jana Witkiewicza, jego stryj Stanisław Witkiewicz tylko nadzorował prace budowlane. Po oddaniu do użytku, wybudowane domostwo odgrywało rolę pensjonatu, który prowadziła siostra Stanisława Witkiewicza – Maria Witkiewiczówna. Warto wspomnieć, że w latach 1931–1939 w willi mieszkał i pracował Stanisław Ignacy Witkiewicz. Miał tutaj również siedzibę swojej Firmy Portretowej.
Po II wojnie światowej budowla dzierżawiona była przez Związek Historyków Sztuki i służyła jako dom pracy twórczej. W 1956 r. willa odgrywała rolę domu wczasowego Związku Zawodowego Pracowników Przemysłu Budowlanego, a także znajdował się w niej Centralny Ośrodek Badawczo-Projektowy Budownictwa Ogólnego. W 1953 roku dachówka została wymieniona na gonty.
Po śmierci pierwszej właścicielki willa przeszła w ręce dzieci Jana Witkiewicza Koszczyca – Rafała Witkiewicza i Henryki Szandomirskiej. W 1969 r. sprzedali budowlę Zarządowi Głównemu Związku Zawodowego Pracowników Budownictwa i Przemysłu Materiałów Budowlanych.
Obecnie willa jest własnością prywatną. Została generalnie wyremontowana, a w 2001 r. jej właściciele otrzymali od generalnego konserwatora zabytków wyróżnienie za „wzorowo wykonane prace remontowo-konserwatorskie”.

## Architektura
Willa wybudowana została na planie prostokąta w stylu zakopiańskim i przetrwała do dziś w stanie niezmienionym. Budowla posiada konstrukcję zrębową, która znajduje się na wysokiej, kamiennej podmurówce z arkadami. Willa pokryta jest półszczytowym, krytym gontem dachem z facjatami, w którego szczytach znajdują się balkony. Elewacja frontowa posiada dobudowaną werandę. Wnętrze budowli jest nieregularnie podzielone. Willa posiada bogato zdobione detale architektoniczne.